# Стентон А. Кобленц

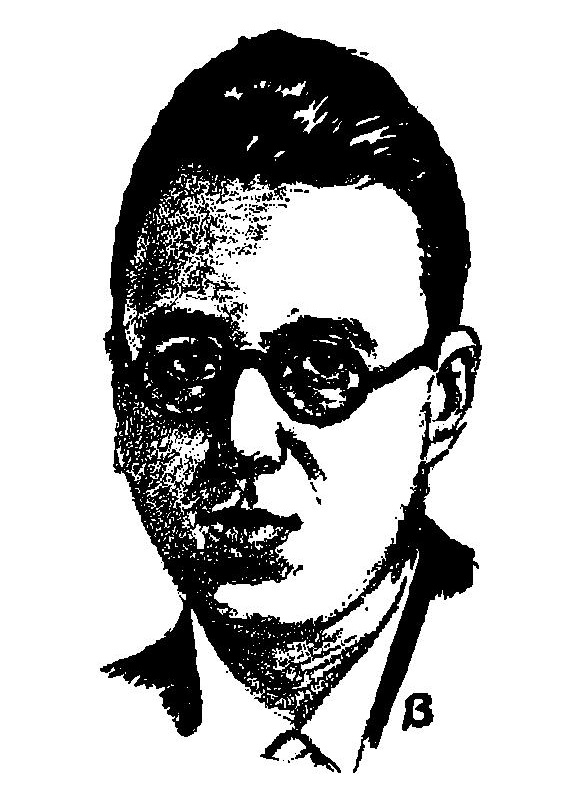
Стентон А. Кобленц, зображений у випуску Science Wonder Stories за червень 1929 року

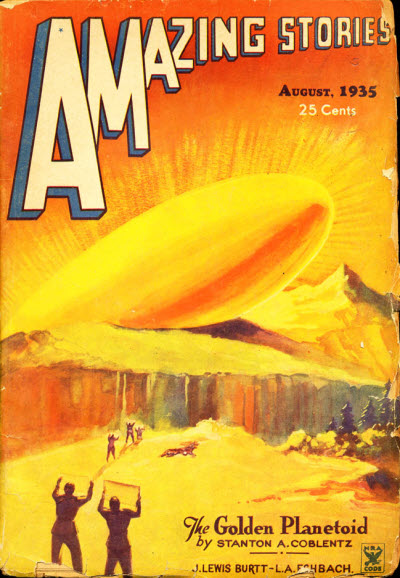
Новелта Кобленца «Золотий планетоїд» була обкладинкою випуску Amazing Stories за серпень 1935 року.

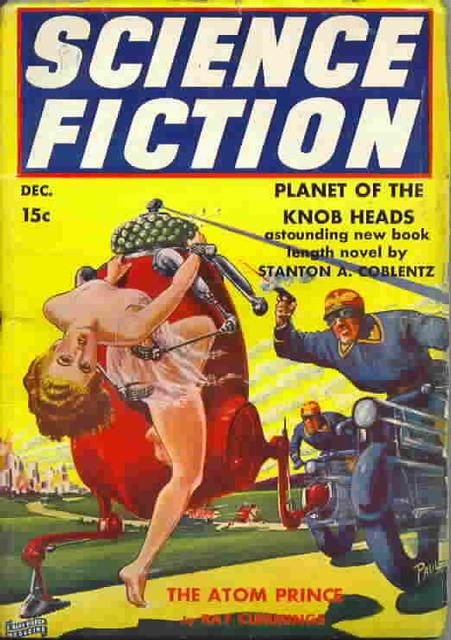
Coblentz's novella «Planet of the Knob Heads» took the cover of the December 1939 issue of Science Fiction, illustrated by Frank R. Paul

Стентон Артур Кобленц (24 серпня 1896 — 6 вересня 1982) — американський письменник і поет. Він отримав ступінь магістра з англійської літератури, а потім почав публікувати вірші на початку 1920-х років. Його першою опублікованою науковою фантастикою була книга «Затонулий світ», сатира про Атлантиду, опублікована в «Amazing Stories Quarterly» в липні 1928 року. Наступного року він опублікував свій перший роман The Wonder Stick. Але поезія та історія були його найбільшими перевагами. Кобленц мав тенденцію писати сатирично. Він також писав книги літературної критики та публіцистику на історичну тематику. Пригоди фрілансера: Літературні подвиги та автобіографія Стентона А. Кобленца було опубліковано через рік після його смерті.